# Go Gentle
Go Gentle is een nummer van de Britse zanger Robbie Williams uit 2013. Het is de eerste single van zijn tiende studioalbum Swings Both Ways.
Volgens Williams is "Go Gentle" een belofte aan zijn dochter Teddy. "Het werd geschreven toen ze op deze planeet kwam, en ik voor een groot deel van mijn leven een egoïstische popster was geweest, en dan wordt mij plotseling gevraagd om voor dit persoontje te zorgen. Ik ben bang dat die taak niet geschikt voor mij is! Vader zijn gaat mij goed af maar het is eng, je moet dit persoon haar hele leven in de gaten houden, ik kan mezelf niet eens heel goed in de gaten houden!", aldus Williams. In het nummer waarschuwt Williams zijn dochter voor een aantal gevaren die op haar pad kunnen komen. Het nummer werd een bescheiden hit in West-Europa. In het Verenigd Koninkrijk haalde het de 10e positie. In Nederland haalde het de 5e positie in de Tipparade, en in Vlaanderen de 18e positie in de Tipparade.